# ナセル・オリッチ
ナセル・オリッチ（ボスニア語:Naser Orić、1967年3月3日 - ）はボスニア・ヘルツェゴビナの軍の元司令官である。1992年から1995年のボスニア・ヘルツェゴビナ紛争中にセルビア人勢力に包囲された東ボスニアの町スレブレニツァを防衛していたボスニア・ヘルツェゴビナ共和国軍（ARBiH）の師団の指揮官であった。2006年、ナセル・オリッチは、オランダのデン・ハーグに設置された旧ユーゴスラビア国際戦犯法廷（ICTY）によって、1992年から1993年にかけての戦争犯罪の指導者責任を認定され、懲役2年を言い渡された。一方で、その他の罪状、すなわち軍事的必要の範疇を超えた破壊行為や市民生活基盤の損傷については免罪された。判決では、クラヴィツァ（Kravica）、シリコヴィチ（Siljkovići）、ビェロヴァツ（Bjelovac）、ファコヴィチ（Fakovići）、シキリチ（Sikirić）の各村に対する攻撃と破壊に関して、セルビア人勢力がこれらの村での戦闘に大砲を用いており、ボスニア側がこれらに関して責任を負うと認めるのに十分な証拠を、検察側が提示することができなかったとした。ビェロヴァツの攻撃に関しては、更にセルビア人勢力は戦闘機も使用している。2008年7月3日、ナセル・オリッチはICTYから訴追された疑いをすべて晴らした。

## あゆみ
高等学校を出たあと、オリッチは徴兵制度によってユーゴスラビア人民軍（JNA）に1985/1986年に入隊し、化学・核防護に関する特殊部隊で勤務した。オリッチは退役時には伍長の地位にあった。
1988年、オリッチはゼムンにて6箇月の訓練コースを完了し、ベオグラードのサヴスキ・ヴェナツ（Savski Venac）にて警察官訓練生として勤務した。警察の特殊部隊の一員として、オリッチは2年以上を過ごした。1990年、ナセル・オリッチはセルビア内務省の特殊警察部隊の一員としてコソボへ送られた。その後、オリッチはベオグラードへ戻り、スロボダン・ミロシェヴィッチのボディーガードとなった。1991年3月9日の大規模な反戦運動の際には市民暴動を鎮圧する仕事に従事し、ヴク・ドラシュコヴィッチ（Vuk Drašković）を逮捕した。
1991年8月、オリッチは、ボスニア、サラエヴォ郊外のイリジャ（Ilidža）の警察署に配属された。1991年の末、オリッチはスレブレニツァの警察署に移動され、1992年4月にはポトチャリ（Potočari）警察支所の所長となった。

### 地域防衛（1992年4月-1992年9月）
ユーゴスラビア社会主義連邦共和国の崩壊の中、ユーゴスラビア人民軍（JNA）の中核はボスニア・ヘルツェゴビナの防衛の準備を始めていた。
1992年4月中旬、ポトチャリの防衛隊が結成され、オリッチはその司令官となった。1992年5月、スレブレニツァ防衛隊の危機本部のメンバーらはオリッチをその指揮官に指名し、ボスニア・ヘルツェゴビナ共和国軍（ARBiH）総司令部最高指揮官のサフェル・ハリロヴィッチ（Sefer Halilović）によって6月に正式に認定された。オリッチはスレブレニツァの軍事評議会が設置された7月1日からその一員となった。

### ボスニア・ヘルツェゴビナ軍（1992年9月-1995年）
1992年9月、スレブレニツァ防衛隊の最高司令部はスレブレニツァ武装隊へと改称された。オリッチはその指揮官の地位に留まった。オリッチの権限は、1992年11月にスレブレニツァ地域の複合武装隊の指揮官に指名されたことによって大幅に強くなった。オリッチの権限は、東ボスニアのスレブレニツァ、ブラトゥナツ、ヴラセニツァ、ズヴォルニクの各自治体の全域へと及ぶことになった。オリッチは1993年4月に表彰を受けている。
1994年元日、オリッチ指揮下にあった全ての部隊は、ボスニア・ヘルツェゴビナ共和国軍（ARBiH）第2（トゥズラ）軍団の第8作戦部スレブレニツァ司令部と改称された。オリッチは准将へと昇進し、3月までにはボスニア・ヘルツェゴビナ軍の最高指揮官から「黄金のユリ」賞を受けている
1995年初頭、第8作戦部スレブレニツァ司令部はボスニア・ヘルツェゴビナ共和国軍第2軍団第28山岳師団と改称された。

## 1992年-1995年 スレブレニツァでのオリッチ

### スレブレニツァでの紛争の始まり
セルビア人がブラトゥナツを制圧し、スレブレニツァでは大規模な民族浄化への前段階となっていた。1992年4月10日にセルビア人勢力がスレブレニツァを制圧すると、町のボシュニャク人住民は周辺地域へ脱出した。スレブレニツァに留まった者の一部は殺害され、その他は逮捕され強制移送された。ICTYの判決によると:
「ひとたび町の支配権が彼らの手に渡ると、セルビア人武装勢力 - 軍、警察、準軍事組織、そして時としてセルビア人の村人たち - は同じパターンに従って行動した。ムスリム人の家屋や住宅は組織的に破壊されるか焼き払われ、ムスリム人の村人は追い込まれるか捕らえられ、この中で時に殴られたり殺害されたりした。男性と女性は分離され、そのうち男性たちの多くはKP Dom強制収容所に拘留された。」
この間、スレブレニツァ周辺の村々の人々は、地域的なレジスタンス運動を組織していった。オリッチはその指導者の一人であった。
はじめのころ、オリッチの支持者は少数であり、スレブレニツァの警察の武器庫から自動小銃やライフルを集めることしかできなかった。オリッチによる初の大規模なセルビア人に対する攻撃は1992年4月20日にポトチャリでのことであった。このときオリッチは、セルビア人の準軍事組織でジェリコ・ラジュナトヴィッチ（アルカン）に率いられていたセルビア義勇親衛隊（「虎」）と、地元のセルビア人警察の自動車に対する待ち伏せ攻撃を成功させた。その直後、ユーゴスラビア人民軍は、工業地帯とオランダ軍のいるポトチャリのオリッチの本拠地に向けて大砲で攻撃を加えた 。
1992年5月、ボシュニャク人の勢力は、スレブレニツァとその周辺地域のセルビア人に対して攻撃を始めた。5月6日、ナセル・オリッチに率いられたボシュニャク人勢力は、セルビア人の村に対して初めて攻撃を加え、スレブレニツァの北にあるグニオナ（Gniona）を攻撃した。スレブレニツァのセルビア民主党の指導者ゴラン・ゼキッチ（Goran Zekić）は待ち伏せ攻撃によって5月8日に死亡した。セルビア人はその後、スレブレニツァを去っていった。オリッチやその他のボシュニャク人の指導の下にあったボシュニャク人勢力は、5月9日にスレブレニツァの支配権を確保した。
その後数日間のうちに、森などに隠れて避難していたボシュニャク人はスレブレニツァに帰還した。ボシュニャク人勢力はその後3年間にわたって町を支配し、その間セルビア人の住民はほぼすべてがブラトゥナツやその他の場所へ脱出した。ボスニアのセルビア人勢力はこれに対して、グロゴヴァ（Glogova）のボシュニャク人を5月9日に、ブラトゥナツのボシュニャク人を5月10日から5月13日にかけて殺害して応じた。セルビア人勢力はスレブレニツァを包囲し、町への攻撃を始めた。
フランスの将軍フィリップ・モリヨン（Philippe Morillon）は、国連保護軍（UNPROFOR）の指揮官であり、1993年3月にスレブレニツァを訪れている。このとき、町は人口過剰であり、包囲によって劣勢に立たされていた。町の給水源がセルビア人勢力によって破壊されたことにより、町を流れる水もなく、間に合わせの発電機で急場をしのぎ、食料や医薬品、その他の生活必需品は極度に不足していた。モリヨンは立ち去る前に、集まった人々を前にして、町は国際連合の保護下にあり、国際連合は決して人々を見捨てないと述べた。

### ボシュニャク人による攻撃
1992年にセルビア人勢力がスレブレニツァを制圧した後、ナセル・オリッチとボシュニャク人勢力は、彼らの支配下にある地域の拡大を図った。オリッチはスレブレニツァ周辺地域の村を1992年後半から1993年にかけて攻撃した。これが後にオリッチがICTYによって戦争犯罪の容疑で訴追される理由となった。ICTYでのオリッチに対する訴状では、この攻撃について次のように述べられている:
- 5月15日から20日にかけて、ヴィオゴル（Viogor）、オラホヴィツァ（Orahovica）、オスレダク（Osredak）の村が攻撃された。この攻撃の主目的は、スレブレニツァ周辺にある孤立したボシュニャク人の居住地を結ぶことであった
- 6月21日と6月27日、ラトコヴィチ（Ratkovići）および周辺の村ブラジェヴィナ（Brađevina）、ドゥチチ（Dučići）、ゴルニ・ラトコヴィチ（Gornji Ratkovići）がオリッチの軍によって攻撃された 
- 8月8日、イェジェスティツァ（Ježestica）およびボジチ（Božići）がナセル・オリッチ指揮下の軍によって攻撃された。
- 9月24日、スレブレニツァとジェパの間にあった村ポドラヴァニェ（Podravanje）が攻撃された
- 9月26日、オリッチの軍はミリチ（Milići）近郊のネデリスタ（Nedeljista）およびロゴシヤ（Rogosija）を攻撃した。
- 10月5日、オリッチはファコヴィチ（Fakovići）とその他のドリナ川（Drina）沿いの村を攻撃した。オランダ政府の報告（オランダ戦争資料研究所 Nederlands Instituut voor Oorlogsdocumentatie; NIOD）によると、オリッチの軍は少なくとも24人のセルビア人を殺害し、120の家屋を焼き払った。攻撃はドリナ川の反対側（セルビア側）のセルビア人に対しても向けられた。セルビア人の市民は小船にのって川の対岸のセルビアへ避難した 
- 11月6日、オリッチに率いられたボシュニャク人勢力は、カメニツァ（Kamenica）を攻撃して制圧した
- 12月14日と12月19日、オリッチに率いられたボシュニャク人勢力と非正規兵はビェロヴァツ（Bjelovac）、ヴォリャヴィツァ（Voljavica）、ロズニツァ（Loznica）、シキリチ（Sikirić）を攻撃し、セルビア人住民を追放した。
- 1993年1月7日のセルビア正教会のクリスマスの日に、ナセル・オリッチ率いるボシュニャク人勢力はセルビア人の村クラヴィツァ（Kravica）とその周辺の2つの村、シリコヴィチ（Siljkovići）およびイェジェスティツァ（Ježestica）が襲撃された。推計で25人のスルプスカ共和国軍の兵士と11人の市民がこの攻撃によって死亡した
- 1993年1月16日、オリッチはセルビア国境の町スケラニ（Skelani）を攻撃した。オランダ政府の調査によると、オリッチの勢力は推計で48人のセルビア人を殺害した。しかしながら、攻撃は失敗に終わり、オリッチの戦歴がかげりはじめるきっかけとなった

しかしながら、ICTYの訴状のなかで述べられた上記の攻撃のうち、ICTYの法廷で事実と認められたのは一部のみに留まった。たとえば、クラヴィツァ、シリコヴィチ、ビェロヴァツ、ファコヴィチ、シキリチの各村への攻撃について、判決では、検察側はこれらについてボスニア側が責任を負うと認める十分な証拠を提示することができなかったとした。その理由として、これらの戦闘ではセルビア人側が大砲を使用していたこと、更にビェロヴァツの戦闘においては戦闘機も使用されていたことを挙げた。

### セルビア人の犠牲者数に関する議論
ナセル・オリッチによってセルビア人に犠牲者が出たことについては、いずれの立場からも認められている。しかし、その犠牲者の性質と数に関して、スレブレニツァの虐殺から10周年を迎えた2005年から議論が起こった。
ヒューマン・ライツ・ウォッチによると、セルビアの民族主義政党であるセルビア急進党は「ムスリム人によってこの地域で数千人のセルビア人が殺害されたことを証明するための、攻撃的なキャンペーンを打ち出した」とされる。そして、それは「1995年7月の犯罪（スレブレニツァの虐殺）の重要性を低下させることを意図している」としている。ICTYの検察局（OTP）の2005年6月の会見では、この地域でのセルビア人の死者数について、セルビア人当局が1400人から3500人に増加させたことに関して、「真実を反映していない」とした。会見では、過去の説明を引用し、次のように話した。
- スルプスカ共和国の戦犯委員会は、ブラトゥナツおよびスレブレニツァ各自治体（後者にはスケラニ Skelani）も含まれる）におけるセルビア人の犠牲者の数を、合計で995人とし、うちブラトゥナツでは520人、スレブレニツァでは475人とした。
- 「セルビア人に対する犯罪究明のためのベオグラード・センター」の所長ミリヴォイェ・イヴァニシェヴィッチ（Milivoje Ivanišević）による「我らの墓の記録」では、殺害されたセルビア人の数を1,200人程度としていた。
- スルプスカ共和国内務省の出版による「栄誉ある十字と黄金の自由のために」では、ブラトゥナツ-スレブレニツア-スケラニ地域でのセルビア人の犠牲者を641人とした。

これらの数値の正確性は疑われている。ICTY検察局は、イヴァニシェヴィッチの著書ではおよそ1200人のセルビア人が殺害されたと推測しているが、殺された人物に関して情報があるのは642人に過ぎないとしている。また、死亡した人々の幾らかを「犠牲者」と呼ぶことにも疑義がもたれている。研究によると、これらの死亡者の多くを軍人が占めていた。ボシュニャク人がスレブレニツァを軍事拠点として、周辺の村々を襲撃したことによってセルビア人の犠牲者が出た、という話は衝突の性質について述べる文脈の中に表れる。たとえば、クラヴィツァ（Kravica）の村はボシュニャク人の勢力によって、1993年の正教会のクリスマスである1月7日に攻撃を受けた。イヴァニシェヴィッチなど複数のセルビア人の情報源によると、村の353人の住民は「ほぼ完全に破壊された」とされる。実際には、スルプスカ共和国軍の内部資料では、46人のセルビア人が死亡し、うち35人は兵士、11人が民間人となっており、ICTY検察局の調査では、1月7日から1月8日にかけてのクラヴィツァ周辺地域で43人が死亡し、うち13人が民間人であったと見られるとしている。それにもかかわらず、この事件はセルビア人による多くの情報源に、ボシュニャク人によってスレブレニツァ周辺で引き起こされた非道な犯罪行為の重要な一例として引用され続けている。クラヴィツァ（Kravica）、シリコヴィチ（Siljkovići）、ビェロヴァツ（Bjelovac）、ファコヴィチ（Fakovići）、シキリチ（Sikirić）の村における破壊と死傷者について、判決では、検察側はボシュニャク人勢力がこれらに対して責任を負うと認められる十分な証拠を提示できなかったとし、その理由としてセルビア人勢力がこれらの村々での戦闘に大砲を使用していたためとしている。ビェロヴァツの事例では、セルビア人は軍用機も使用していたとしている。
この地域のセルビア人の犠牲者に関する更に後の調査は、非党派的で多民族のスタッフで構成され、サラエヴォに拠点を置く「サラエヴォ研究・文献情報活動センター」（en）によるものである。彼らの資料は国際的な専門家によって収集、分析、検査、比較、評価されている。サラエヴォ研究・文献情報活動センターによる、ブラトゥナツ自治体でのセルビア人死者に関する大規模な調査では、その数を民間人199人、軍人424人であるとした。さらに、ブラトゥナツの軍事墓地に埋葬されている383人のセルビア人犠牲者はスレブレニツァのボスニア・ヘルツェゴビナ共和国軍（ARBiH）の部隊によるものであるとしているが、このうち139人はボスニア・ヘルツェゴビナの他の地域で戦って死亡したものであることを明らかにした。
セルビア人による情報源では、スレブレニツァに拠点を置くボシュニャク人に対抗するセルビア人の要求に従って、安全地帯が設置される前までの期間のセルビア人の犠牲と損害の数を操作している。ボスニア・ヘルツェゴビナ共和国軍（ARBiH）による襲撃は1995年7月のジェノサイドを引き起こした最も重要な要素として表現されている。このような見方は国際的な情報源にも反映され、2002年にオランダ政府が発行した報告では、一連の事件がスレブレニツァ陥落へとつながったとしている（NIODの報告書）。しかしながら、これらの情報源ではこの地域におけるセルビア人の犠牲者の数について誤った資料を引用している。NIODの報告書では、たとえば、クラヴィツァ（Kravica）への襲撃によってその人口の全てが失われたとする誤った情報を反映している。スレブレニツァ攻撃の要因としてこれらの事件を挙げることは、ジェノサイドを正当化しようとする修正主義者の試みであると考えられている。国際連合の事務総長によるスレブレニツァ陥落に関する報告は次のように述べている。

これらの告発が国際的な情報源の中で繰り返されるが、その事実を支持する信頼できる証拠はなく…。セルビア人は、スレブレニツァから周辺のセルビア人への攻撃を繰り返し誇張し、中心となる戦争目的、すなわち地理的に連続し民族的に純粋な領土をドリナ川に沿って確保し、この領域で戦闘に従事する兵士をこの領域から解放して他の地域へと振り向けることに対する非難への弁解としている。これに加えて、この弁解は、ボスニアでの衝突があまりに多くの人々によって長期にわたって見られていたことを通じて、「罪の相対化」の色彩を反映した国際的な活動家らに額面どおりに受け入れられていた。

### 国連安全地帯
1993年2月9日、ボスニアのセルビア人勢力の指揮官ラトコ・ムラディッチはスレブレニツァに対して全面攻撃を仕掛けた。1992年の間にセルビア人勢力が失った支配地を取り戻すためにオリッチの軍と戦っているさなかの1993年4月17日、スレブレニツァは国際連合によって安全地帯に指定された。
1995年7月、部分的に武装解除されていた国連安全地帯は、セルビア人勢力によって完全に制圧され、スレブレニツァの虐殺が引き起こされた。オリッチは他の指揮官らとともに、スレブレニツァ陥落の2箇月前にあたる1995年5月に、ヘリコプターにてスレブレニツァを脱していた。オリッチはスレブレニツァを去るように命じられていたとしているが、ボスニア政府はオリッチが自身の判断によってスレブレニツァを脱出したと主張している。

## ICTY戦犯法廷
デイトン合意が締結されてから、オリッチはトゥズラにてフィットネス・クラブを開業した。終戦後のテレビ・インタビューの中で、オリッチは次のように述べた:
「私がスレブレニツァの主要な指揮官の一人であったことは事実であり、もし必要があるならば、私は質問に答える。しかし、まず始めに、我々が置かれていた時と場所、状況、そして、我々がセルビア人に対してしたことと比べて、セルビア人が我々に何をしたかについて、まず言及しなければならない。もしナセルが答える必要があるならば、私は確かにここにいる。責任追及から逃げることもない。法廷から逃げることもない。ハーグからも、何からも逃げることはない。ただ、私を呼び出すだけで良い。何も問題はない。
オリッチに対するICTYの訴状は2003年3月17日に提出された。オリッチは、国際法、戦時法への違反に関する2件の個人責任と、4件の指導者責任で訴追され、2003年4月10日に安定化部隊（SFOR）によってオリッチのフィットネス・クラブにて逮捕された。オリッチは翌日にハーグに移送された。
オリッチは4月15日に出廷し、すべての起訴事実について否認した。オリッチは2003年7月25日に仮釈放を拒否され、2003年4月11日から2006年6月30日までICTYによって拘束された。

### 訴追
オリッチは、1992年/1993年にスレブレニツァの警察署に拘留されていた7人のセルビア人に対する殺害、11人に対する拷問と虐待を阻止するための必要で実効性ある措置をとらず、またそれらを処罰しなかった責任を追及された。
オリッチはまた、1992年/1993年において50のセルビア人が住む村々、特にブラトゥナツとスレブレニツァの両自治体の中でのゲリラ攻撃を命じ、それを指導した責任を追及された。これらの攻撃の中で、セルビア人が大半を占める村におけるセルビア人の建築物、住居、その他の財産を焼き払い、破壊し、それによって数千人のセルビア人が地域を脱出した

### 裁判
オリッチに対する裁判は2004年10月6日に始まり、検察は2005年6月1日に主張を終えた。1週間後に裁判所はオリッチに対する2件の起訴事実を棄却、公共物と私有物の収奪に関する主張を全て取り下げた。また裁判所は、攻撃対象となった地域の一覧から2つの村を除いた。6月4日から弁護が始まり、2006年4月10日に終えた。検察側は懲役18年を求め、弁護側は無罪を主張した。裁判が行われたのは全部で182日間に及び、82人の証人が証言を行った（52人は検察側、20人は弁護側）。1649点が証拠として提示された。裁判の決定は2006年6月30日に下された。検察側によって示された証拠の過半数は認められなかった。複数のセルビア人の証人による証言は信用性にかけるとされた。少数の証人は死亡していないにもかかわらず、検察側は死亡したものとして彼らの名前で書かれた文書を証拠として提示した。

### 判決
旧ユーゴスラビア国際戦犯法廷（ICTY）はナセル・オリッチに対し、セルビア人捕虜の殺害と非人道的行為を止める義務を怠ったとして、2年の懲役を言い渡した。オリッチは、セルビア人に対する殺害と非人道的行為に直接関与した容疑、家屋や財産を略奪・破壊したことにたいする指導者責任そしてについては無罪とされた。
判事らは次の点に言及した。
軍事的に優位にあったセルビア人勢力が町を包囲し、町には制御不可能な難民の流入があり、また法と秩序の崩壊、致命的な食料不足があった。判事らはまた、当時25歳のオリッチはそのような状況の中に置かれ、十分な訓練を受けておらずサラエヴォの政府との効果的な結びつきに欠ける義勇軍の、司令官に選ばれた。オリッチによる当局は他の複数のボスニアの指導者たちから軽蔑され、セルビア人による包囲戦が激しさを増すにつれて状況は悪化していた。
判事らは判決文のなかで、オリッチは警察署における2件の特定のケースにおいて、セルビア人に対する殺害と非人道的行為を感知していたと認める理由があるとしたが、その他のオリッチの犯罪については無罪とした。オリッチは、紛争初期の1992年から1995年にかけての捕虜の殺害への直接の関与については無罪とされた。しかし裁判所は、オリッチが捕虜に対する不当な取り扱いに目を瞑り、殺人者を処罰することをしなかったとした。3人の判事は、セルビア人の村での破壊・略奪行為すべてについて無罪と判断した。判事らはまた、スレブレニツァにおけるセルビア人の包囲の中で、食料と補給の欠如によって法と秩序が失われていたことを考慮に入れた。
クラヴィツァ、ビェロヴァツ、ファコヴィチ、シキリチの各村に関して、判事らは「被告および彼の部隊の隊員らは攻撃に参加した」ものの、「ボスニア・ムスリム人によって破壊された家々の数は明らかではない」とした。シリコヴィチの村に関しては、裁判所は「財産が大規模に破壊された事実を立脚する十分な証拠はない」とした

### 控訴
2006年7月31日、検察の主任検事カルラ・デル・ポンテは、懲役2年の判決に控訴すると発表し、「これはあまりにも短すぎる」とした。
オリッチの弁護士もまた控訴する立場を明らかにし、依頼者はいかなる犯罪にも関与しておらず、無罪とされるべきとした。2008年7月3日、裁判所は控訴審の判決を下し、全ての事実に関して無罪とした。多くのボシュニャク人らはオリッチを英雄として称え、オリッチを訴追する決定は、裁判所がセルビア人に対して不公平であるとするセルビア人の訴えに応えるためのものであったと確信した。。

## 裁判後の動向
オリッチは既に2年間以上にわたって拘留されていたため、裁判が終わった後に解放された。2006年7月1日にオリッチはサラエヴォ国際空港に到着し、オリッチを支持する数千人の観衆や家族、友人に迎えられた。オリッチを故郷のトゥズラへ移送するためにリムジンが用意された。
7月4日、オリッチはサラエヴォの日刊紙ドネヴニ・アヴァズ（Dnevni Avaz）のインタビューに答え、ICTYの拘置所の環境について述べた。それによると、拘置所の中は快活であり、戦時には対立していた囚人の間には敵対感情は無いと話した。オリッチは、拘置所内では特に将軍エンヴェル・ハジハサノヴィッチ（Enver Hadžihasanović）、ラヒ・ブラヒマイ（Lahi Brahimaj）、イサク・ムスリウ（Isak Musliu）と仲が良かったと話したが、アンテ・ゴトヴィナとも親しい関係にあったとも報じられている。オリッチは拘置所での時間を、トレーニングと英語学習をして過ごしたと話した。オリッチはまた、拘置所内での囚人らの行動と法廷での行動は、拘置所での厳しい生活を反映したものだとも話した。
オリッチは更に、スレブレニツァの包囲と虐殺に関与した多くのセルビア人らと遭遇したと話した。オリッチによると、ラドヴァン・カラジッチやその他がどのようにスレブレニツァでの行動と残虐行為を計画し実現させたかについて、ミロスラヴ・デロニッチ（Miroslav Deronjić）とは率直に議論を交わした。オリッチは拘置所でスロボダン・ミロシェヴィッチにも遭遇した。ミロシェヴィッチは冗談めかしてオリッチに対して、オリッチがミロシェヴィッチに対してスレブレニツァでの状況に関して報告書を作成してくれたらとてもうれしいと話し、オリッチはそれに対して、ミロシェヴィッチは既にその情報を全て知っていると信じていると応じた。ミロシェヴィッチは「ああ、しかし、それに関してお前の側からの見方を知りたい」と応えた。ミロシェヴィッチが死去した際に、オリッチは弔問帳には署名しなかった。オリッチによると、ヴォイスラヴ・シェシェリとムラデン・ナレティリッチ（Mladen Naletilić）は最大の冗談屋であり、ヤドランコ・プルリッチ（Jadranko Prlić）は彼を英雄と見ていた。
解放後オリッチはボスニアで事業を行っていたが、セルビアの放送局B92によると2008年10月3日恐喝容疑でサラエヴォ警察当局に逮捕された模様。